# Кимбърли Джоузеф
Кимбърли Джоузеф (на английски: Kimberley Joseph) (родена на 30 август 1973 г.) е канадско-австралийска актриса. Родена е в Канада, но е отгледана в Гоулд Коуст в Австралия и учи в Швейцария.
През 2004 г. получава ролята на стюардесата Синди Чандлър в сериала „Изгубени“. Първоначално появата на героинята е трябвало да бъде само за пилотния епизод, но впоследствие е върната за периодична роля във втори, трети и шести сезон.